# Кілі Гонсалес
Кілі Гонсалес (ісп. Kily González, нар. 4 серпня 1974, Росаріо) — аргентинський футболіст, фланговий півзахисник.
Насамперед відомий виступами за клуб «Валенсія», а також національну збірну Аргентини.
Чемпіон Іспанії. Володар Суперкубка Іспанії з футболу. Дворазовий володар Кубка Італії. Володар Суперкубка Італії з футболу. У складі збірної — олімпійський чемпіон.

## Клубна кар'єра
Народився 4 серпня 1974 року в місті Росаріо. Вихованець футбольної школи клубу «Росаріо Сентраль». Дорослу футбольну кар'єру розпочав 1993 року в основній команді того ж клубу, в якій провів два сезони, взявши участь у 51 матчі чемпіонату. 
Згодом з 1995 по 1999 рік грав у складі команд клубів «Бока Хуніорс» та «Реал Сарагоса». Протягом цих років виборов титул володаря Суперкубка Іспанії з футболу.
Своєю грою за останню команду привернув увагу представників тренерського штабу клубу «Валенсія», до складу якого приєднався 1999 року. Відіграв за валенсійський клуб наступні чотири сезони своєї ігрової кар'єри. Більшість часу, проведеного у складі «Валенсії», був основним гравцем команди. За цей час додав до переліку своїх трофеїв титул чемпіона Іспанії.
Протягом 2003—2010 років захищав кольори клубів «Інтернаціонале», «Росаріо Сентраль» та «Сан-Лоренсо». Протягом цих років додав до переліку своїх трофеїв два титули володаря Кубка Італії, ставав володарем Суперкубка Італії з футболу.
Завершив професійну ігрову кар'єру у клубі «Росаріо Сентраль», у складі якого вже виступав раніше.

## Виступи за збірну
У 1995 році дебютував в офіційних матчах у складі національної збірної Аргентини. Протягом кар'єри у національній команді, яка тривала 11 років, провів у формі головної команди країни 56 матчів, забивши 9 голів.
У складі збірної був учасником чемпіонату світу 2002 року в Японії і Південній Кореї, розіграшу Кубка Америки 1999 року у Парагваї.

## Титули і досягнення
- Чемпіон Іспанії (1):

«Валенсія»:  2001–02
- Володар Суперкубка Іспанії з футболу (1):

«Валенсія»:  1999
- Володар Кубка Італії (2):

«Інтернаціонале»:  2004–05, 2005–06
- Володар Суперкубка Італії з футболу (1):

«Інтернаціонале»:  2005
- Олімпійський чемпіон: 2004
- Срібний призер Кубка Америки: 2004